# Театр та басейн у Біркетейні
Театр та басейн у Біркетейні — монументальні споруди античного міста Гераса, яке передувало сучасному Джерашу (лежить за три з половиною десятки кілометрів на північ від столиці Йорданії Аммана). Складова частина грандіозного комплексу руїн Гераси.

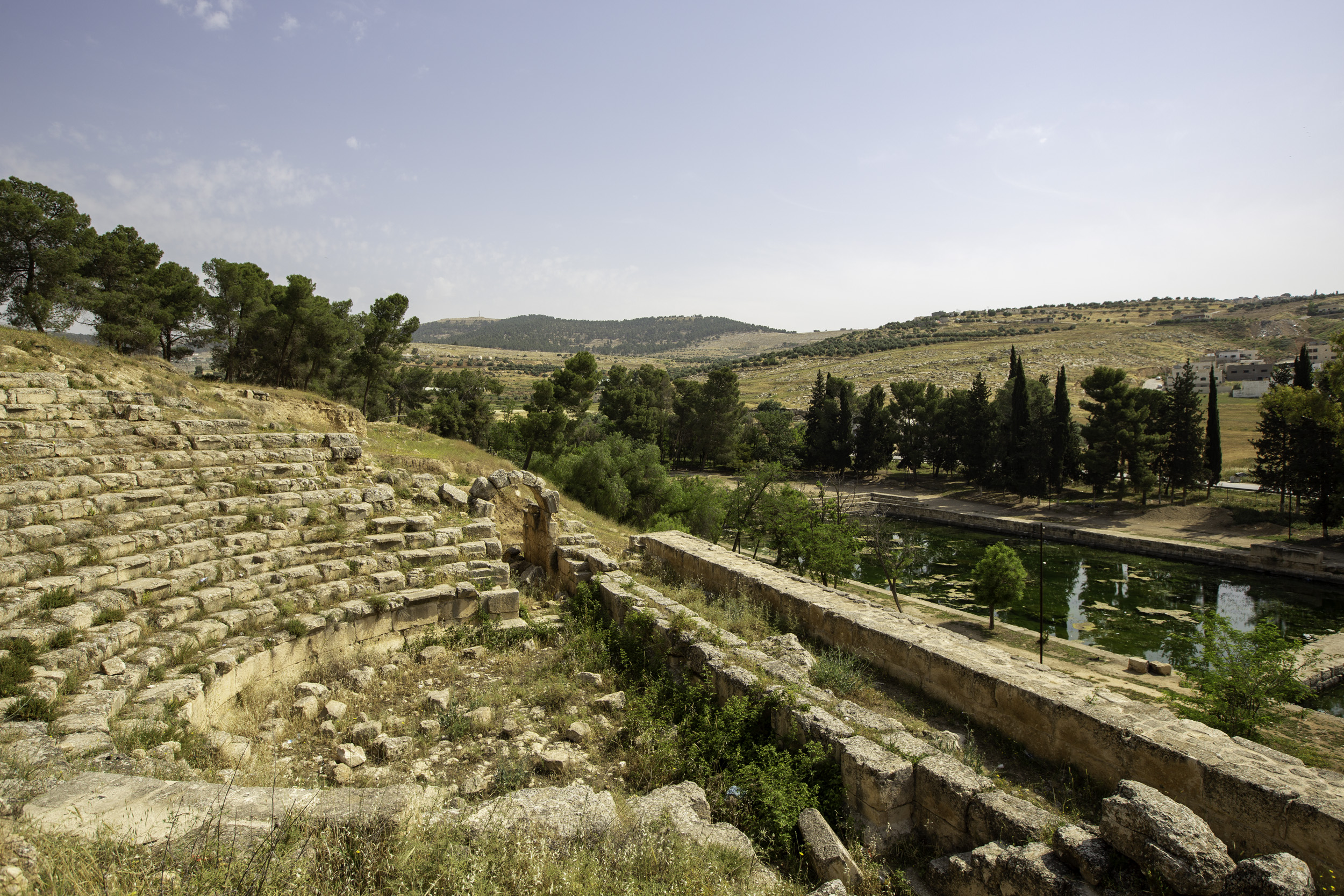
Театр та басейн у Біркетейні. Видно заповнену водою північну (більшу) секцію резервуару

За межами міста, за півтора кілометра від Північних воріт, розташовувався ще один комплекс для масових заходів. Тут спорудили невеликий театр, глядацький зал якого (театрон) сперли на схил пагорба на західній стороні долини потоку, який тече далі через Герасу. Театр у його сьогоднішніх розмірах міг вмістити до однієї тисячі глядачів, втім, виходячи із залишків вище по схилу, можливо припустити, що первісно споруда була вдвічі більша. Сцена з дерев'яним покриттям мала довжину 26 метрів та ширину 4,6 метра. За однією із версій, у неї не було задньої стіни, що надавало б глядачам можливість спостерігати за розташованим поруч басейном.
Зазначений резервуар спорудили у долині потоку, котрий і забезпечував його наповнення. Цей басейн прямокутної форми має розміри 88,5 на 43,5 метра при глибині 3 метри. За 18 метрів від південного завершення він розділений на дві частини стінкою завтовшки майже 3 метра, облаштований у якій шлюз дозволяє регулювати рівень води у північній секції басейну. Ймовірно, у старовину його з усіх сторін оточували колонади (щонайменше, виявлено залишки колон із західного боку). З трьох боків облаштували сходи, якими можливо було спуститись на дно осушеного басейну для очищення й ремонту.

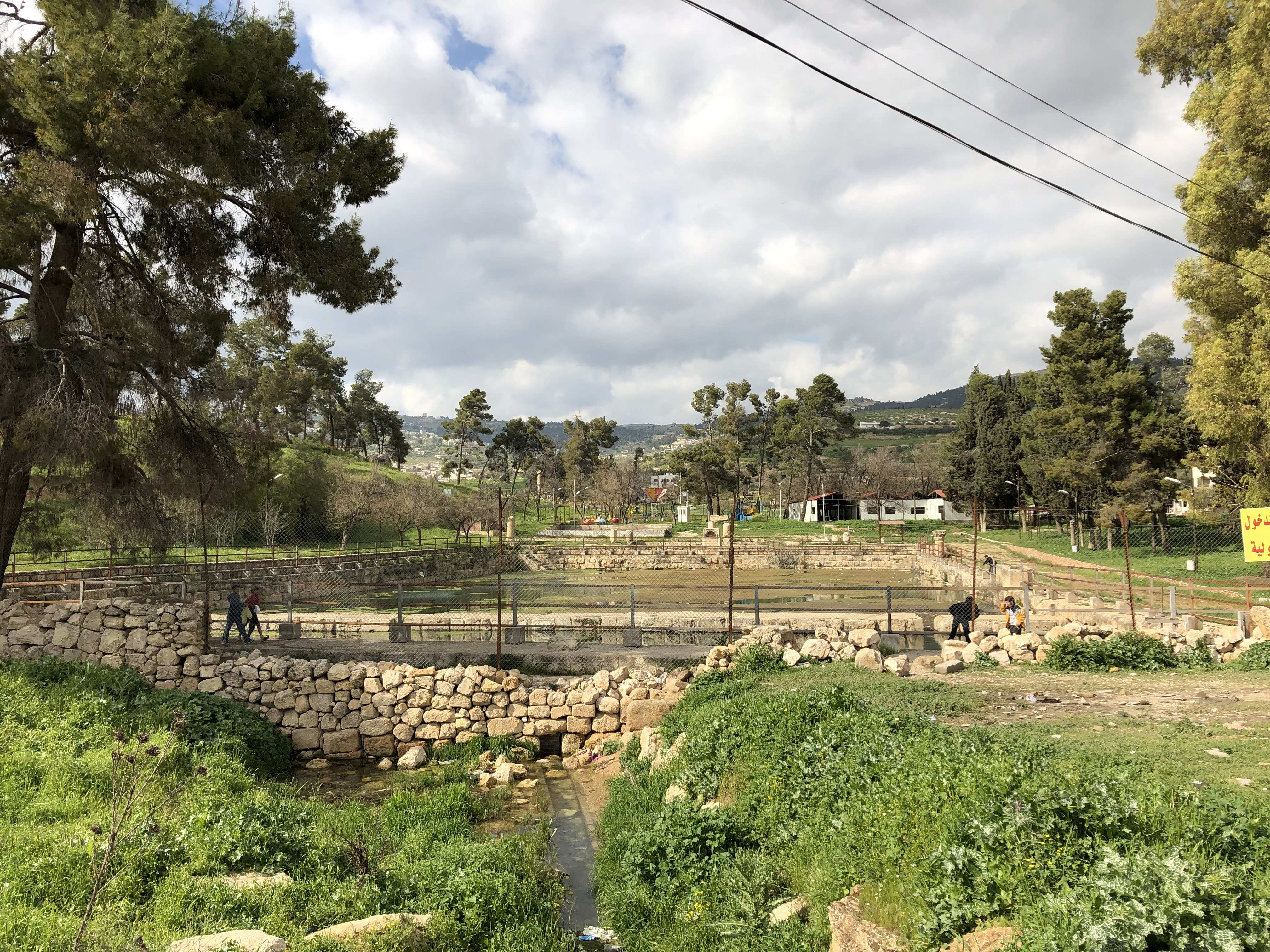
Вид на басейн з південної сторони. Видно як дренується надлишкова вода, котра припливає до заповненого резервуару

Накопичена у резервуарі вода подавалась по акведуку до західної частини міста, де зокрема використовувалась німфеєм, фонтаном у мацеллумі та західними лазнями. Крім того, басейн використовували для проведення популярних на сході імперії водних вистав, котрі передбачали участь оголених жінок. З поширенням християнства, яке запроваджувало нові етичні стандарти щодо розваг, із вжитку поступово вийшли античні споруди для масових заходів — стадіони, театри, одеони, амфітеатри, в окремих випадках іподроми (у тому числі герасенський). При цьому функціонування комплексу у Біркетейні продовжувалось аномально довго — датований 535 роком напис засвідчує проведення тут протягом кількох послідовних років Весняних фестивалів. Втім, у будь-якому випадку використання цих споруд припинилось до кінця правління Юстиніана (565 рік).
Комплекс спорудили в кінці II — на початку III століття. Напис на колонаді на захід від басейну датує її зведення 209/210 роком.
Загальне уявлення про розташований у Бікетейні комплекс можна отримати з цієї фотографії, зробленої із повітря.